# 635057 Bangailona
635057 Bangailona este o planetă minoră (asteroid) din centura de asteroizi. A fost descoperită pe 21 octombrie 2012 la Piszkéstetői Obszervatórium⁠(d) de . 
Obiectul prezintă o orbită caracterizată de o semiaxă mare de 3,1401902814005 UAi, o excentricitate de 0,34088825300053, o înclinație de 23,753054814985 ° în raport cu ecliptica.